# Metopomyza knutsoni
Metopomyza knutsoni är en tvåvingeart som beskrevs av Zlobin 1995. Metopomyza knutsoni ingår i släktet Metopomyza och familjen minerarflugor. Inga underarter finns listade i Catalogue of Life.